# Élections au Parlement valencien de 1987
Les élections au Parlement valencien de 1987 (en catalan : Eleccions a les Corts Valencianes de 1987, en espagnol : Elecciones a las Cortes Valencianas de 1987) se tiennent le mercredi 10 juin 1987, afin d'élire les 89 députés de la IIe législature du Parlement valencien pour un mandat de quatre ans.

## Mode de scrutin
Le Parlement valencien (Corts valencianes) est une assemblée parlementaire monocamérale constituée de 89 députés (diputats) élu pour une législature de quatre ans au suffrage universel direct selon les règles du scrutin proportionnel d'Hondt par l'ensemble des personnes résidant dans la communauté autonome où résidant momentanément à l'extérieur de celle-ci, si elles en font la demande.

### Convocation du scrutin
Conformément à l'article 12 du statut d'autonomie de la Communauté valencienne, le Parlement est élu pour un mandat de quatre ans et les élections se tiennent « dans les soixante jours qui suivent la fin de la législature. » L'article 14 de loi électorale valencienne du 1er mars 1987 précise que les élections sont convoquées au moyen d'un décret du président de la Généralité valencienne, publié au Journal officiel, et que le scrutin se tient entre 54 et 60 jours à compter de la publication du décret.

### Nombre de députés par circonscription
Puisque l'article 12 du statut d'autonomie prévoit que « le Parlement valencien sera constitué d'un nombre de députés compris entre 75 et 100 », l'article 11 de la loi électorale indique que le nombre de parlementaires est fixé à 89 et attribue à chaque circonscription 20 sièges d'office, les 29 mandats restant étant distribués en fonction de la population provinciale. L'article 10 énonce effectivement que « lors des élections au Parlement valencien, chaque province formera une circonscription électorale. ».
Le décret de convocation des élections, publié le 14 avril 1987, dispose que la circonscription d'Alicante se voit attribuer 29 députés, la circonscription de Castellón 23 députés et la circonscription de Valence 37 députés.

### Présentation des candidatures
Peuvent présenter des candidatures, : 
- les partis et fédérations de partis inscrits auprès des autorités ;
- les coalitions de partis et/ou fédérations inscrites auprès de la commission électorale au plus tard dix jours après la convocation du scrutin ;
- les groupes d'électeurs bénéficiant du parrainage d'au moins 1 % des électeurs de la circonscription.

### Répartition des sièges
Seules les listes ayant recueilli au moins 5 % des suffrages valides dans l'ensemble de la communauté autonome peuvent participer à la répartition des sièges à pourvoir dans une circonscription, qui s'organise en suivant différentes étapes : 
- les listes sont classées en une colonne par ordre décroissant du nombre de suffrages obtenus ;
- les suffrages de chaque liste sont divisés par 1, 2, 3... jusqu'au nombre de députés à élire afin de former un tableau ;
- les mandats sont attribués selon l'ordre décroissant des quotients ainsi obtenus[8].

## Campagne

### Principales forces politiques
| Force politique | Force politique                                                                 | Force politique | Chef de file                            | Idéologie                                                     | Résultats en 1983          |
| --------------- | ------------------------------------------------------------------------------- | --------------- | --------------------------------------- | ------------------------------------------------------------- | -------------------------- |
|                 | Parti socialiste ouvrier espagnol Partit Socialista Obrer Espanyol              | PSOE            | Juan Lerma (Président de la Généralité) | Centre gauche Social-démocratie, progressisme, valencianisme  | 51,8 % des voix 51 députés |
|                 | Alliance populaire Aliança Popular                                              | AP              | Rita Barberá                            | Droite Conservatisme, démocratie chrétienne, unionisme        | En coalition 23 députés    |
|                 | Gauche unie-Unité du peuple valencien Izquierda Unida-Unitat del Poble Valencià | IU-UPV          | Albert Taberner (ca)                    | Gauche radicale Communisme, républicanisme, valencianisme     | 10,6 % des voix 6 députés  |
|                 | Union valencienne Unió Valenciana                                               | UV              | Filiberto Crespo (ca)                   | Droite Conservatisme, blavérisme, valencianisme               | En coalition 5 députés     |
|                 | Parti démocrate populaire Partit Demòcrata Popular                              | PDP             | José Ferrando (ca)                      | Centre droit Démocratie chrétienne                            | En coalition 4 députés     |
|                 | Centre démocratique et social Centre Demòcratic i Social                        | CDS             | José Luis Boado Martínez (ca)           | Centre Libéralisme, social-libéralisme, démocratie chrétienne | 1,9 % des voix 0 député    |

## Résultat

### Total régional
| Représentation en hémicycle sur un axe gauche-droite du résultat. |                                                              |           |       |       |        |               |  |  |
| Partis                                                            | Partis                                                       | Voix      | %     | +/-   | Sièges | +/-           |  |  |
|                                                                   | Parti socialiste ouvrier espagnol (PSOE)                     | 828 961   | 41,72 | 10,05 | 42     | 9             |  |  |
|                                                                   | Alliance populaire (AP)                                      | 476 009   | 23,96 | Abs   | 25     | 2             |  |  |
|                                                                   | Centre démocratique et social (CDS)                          | 225 663   | 11,36 | 9,46  | 10     | 10            |  |  |
|                                                                   | Union valencienne (UV)                                       | 183 541   | 9,24  | Abs   | 6      | 1             |  |  |
|                                                                   | Gauche unie-Unité du peuple valencien (IU-UPV)               | 159 579   | 7,51  | 2,57  | 6      | en stagnation |  |  |
|                                                                   | Parti des travailleurs d'Espagne – Unité communiste (PTE-UC) | 33 770    | 1,70  | Nv    | 0      | en stagnation |  |  |
|                                                                   | Les Verts (LV) (ca)                                          | 22 262    | 1,12  | Nv    | 0      | en stagnation |  |  |
|                                                                   | Parti démocrate populaire (PDP)                              | 20 171    | 1,02  | Abs   | 0      | 4             |  |  |
|                                                                   | Autres                                                       | 36 776    | 1,85  | –     | 0      | en stagnation |  |  |
|                                                                   |                                                              |           |       |       |        |               |  |  |
| Votes valides                                                     | Votes valides                                                | 1 986 732 | 97,83 |       |        |               |  |  |
| Votes blancs                                                      | Votes blancs                                                 | 21 497    | 1,06  |       |        |               |  |  |
| Votes nuls                                                        | Votes nuls                                                   | 22 652    | 1,11  |       |        |               |  |  |
| Total                                                             | Total                                                        | 2 030 881 | 100   | –     | 89     | en stagnation |  |  |
| Abstentions                                                       | Abstentions                                                  | 696 822   | 25,50 |       |        |               |  |  |
| Inscrits / Participation                                          | Inscrits / Participation                                     | 2 727 703 | 74,50 |       |        |               |  |  |

### Par circonscription
|             |             |         |         |        |               |         |         |        |               |           |           |        |               |  |  |  |  |
| Sièges      | Sièges      | 29      | 29      | 29     | en stagnation | 23      | 23      | 23     | 2             | 37        | 37        | 37     | 2             |  |  |  |  |
|             |             |         |         |        |               |         |         |        |               |           |           |        |               |  |  |  |  |
|             |             | Nombre  | Nombre  | %      | %             | Nombre  | Nombre  | %      | %             | Nombre    | Nombre    | %      | %             |  |  |  |  |
| Inscrits    | Inscrits    | 856 986 | 856 986 | 100,00 | 100,00        | 330 096 | 330 096 | 100,00 | 100,00        | 1 540 621 | 1 540 621 | 100,00 | 100,00        |  |  |  |  |
| Abstentions | Abstentions | 234 918 | 234 918 | 27,41  | 27,41         | 77 669  | 77 669  | 23,53  | 23,53         | 384 235   | 384 235   | 24,94  | 24,94         |  |  |  |  |
| Votants     | Votants     | 622 068 | 622 068 | 72,59  | 72,59         | 252 427 | 252 427 | 76,47  | 76,47         | 1 156 386 | 1 156 386 | 75,06  | 75,06         |  |  |  |  |
| Nuls        | Nuls        | 6 483   | 6 483   | 1,04   | 1,04          | 3 025   | 3 025   | 1,20   | 1,20          | 13 144    | 13 144    | 1,14   | 1,14          |  |  |  |  |
| Blancs      | Blancs      | 7 127   | 7 127   | 1,15   | 1,15          | 3 154   | 3 154   | 1,25   | 1,25          | 11 216    | 11 216    | 0,97   | 0,97          |  |  |  |  |
| Exprimés    | Exprimés    | 608 458 | 608 458 | 97,81  | 97,81         | 246 248 | 246 248 | 97,55  | 97,55         | 1 132 026 | 1 132 026 | 97,89  | 97,89         |  |  |  |  |
|             |             |         |         |        |               |         |         |        |               |           |           |        |               |  |  |  |  |
| Partis      | Partis      | Voix    | %       | Sièges | +/-           | Voix    | %       | Sièges | +/-           | Voix      | %         | Sièges | +/-           |  |  |  |  |
|             | PSOE        | 262 409 | 43,13   | 14     | 3             | 102 082 | 41,45   | 11     | 3             | 464 470   | 41,03     | 17     | 3             |  |  |  |  |
|             | AP          | 172 380 | 28,33   | 9      | 3             | 76 575  | 31,10   | 8      | en stagnation | 227 144   | 20,07     | 8      | 1             |  |  |  |  |
|             | CDS         | 88 234  | 14,50   | 4      | 4             | 28 711  | 11,66   | 3      | 3             | 108 718   | 9,60      | 3      | 3             |  |  |  |  |
|             | UV          | 4 927   | 0,81    | 0      | 2             | 7 748   | 3,15    | 0      | 1             | 170 866   | 15,09     | 6      | 4             |  |  |  |  |
|             | IU-UPV      | 41 729  | 6,86    | 2      | en stagnation | 13 800  | 5,60    | 1      | en stagnation | 104 050   | 9,19      | 3      | en stagnation |  |  |  |  |
|             | PTE-UC      | 8 007   | 1,32    | 0      | en stagnation | 6 256   | 2,54    | 0      | en stagnation | 19 507    | 1,72      | 0      | en stagnation |  |  |  |  |
|             | LV (ca)     | 10 944  | 1,80    | 0      | en stagnation | 2 354   | 0,96    | 0      | en stagnation | 8 964     | 0,79      | 0      | en stagnation |  |  |  |  |
|             | PDP         | 12 299  | 2,02    | 0      | 2             | 4 365   | 1,77    | 0      | 1             | 3 507     | 0,31      | 0      | 1             |  |  |  |  |
|             | Autres      | 7 529   | 1,24    |        |               | 4 357   | 1,77    |        |               | 24 800    | 2,19      |        |               |  |  |  |  |